# 石坂文庫

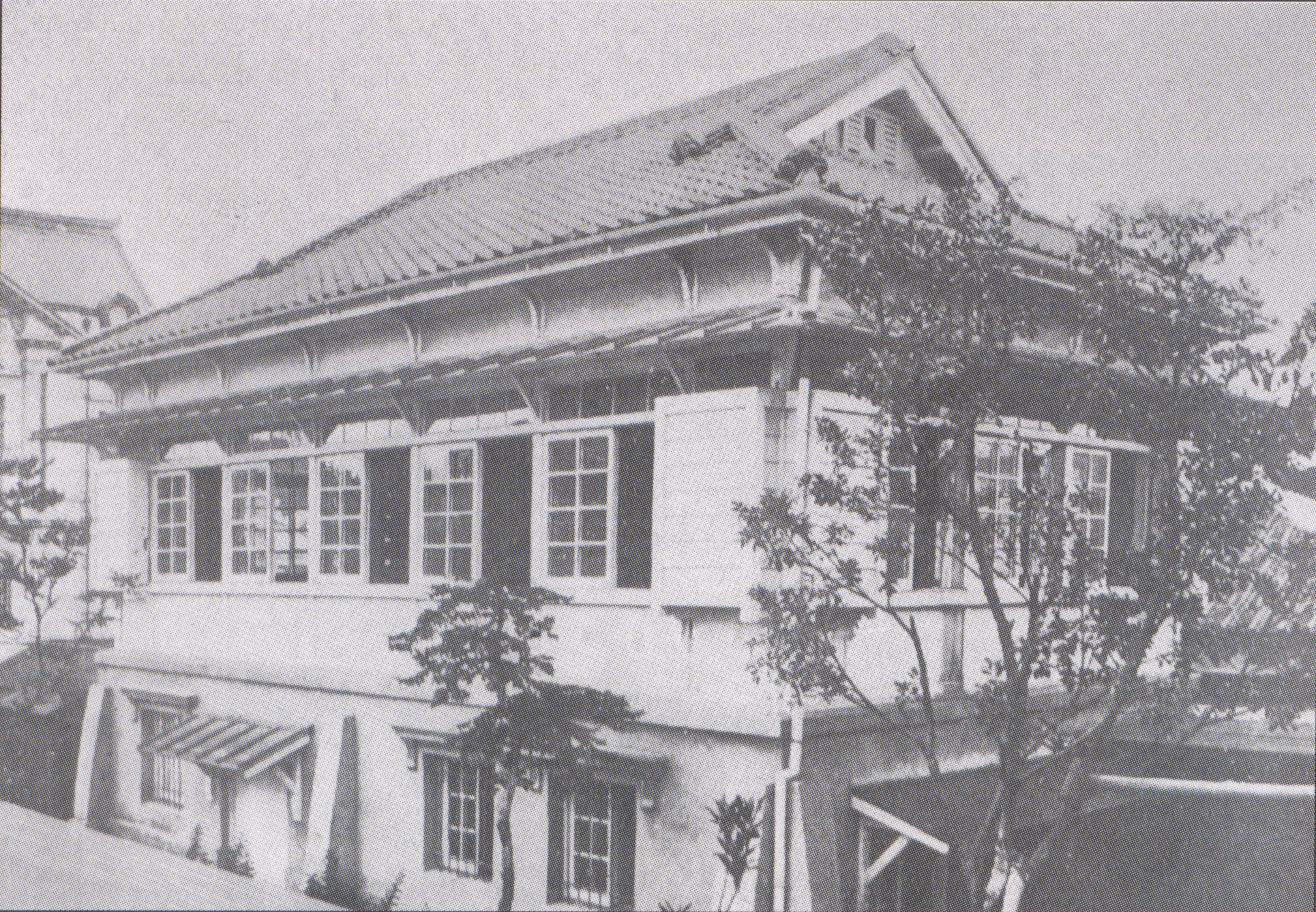
石坂文庫

石坂文庫（いしざかぶんこ）は、かつて台湾にあった図書館。台湾で最初に設立された私立図書館であるとともに、台湾で初めて無料開放された公共図書館でもある。

## 概要
日本統治時代初期、台湾初めての図書館として台湾文庫が開館したが、当時の日本では図書館は有償サービスであったことから、台湾文庫でも入館料を徴収していた。その台湾文庫淡水館も1906年（明治39年）8月に老朽化のため取り壊しとなる。1899年（明治32年）に群馬県より中学教師として台湾に赴任した石坂荘作は1903年（明治36年）2月、台湾の貧しい青少年が学ぶための私立夜間学校「基隆夜学会」を設立。また同年より基隆庁地方税調査委員に公選された石坂は年50円の手当てや日清戦争の軍人恩給などを貯蓄し図書館の設立を企画する。その後1909年（明治42年）10月に「石坂文庫」を開設し無料で開放。これに賛同した全国の人々から書籍や金銭が寄贈されるようになる。
文庫の住所は基隆市日新町一丁目、現在の基隆市義一路與信一路口に位置する台湾銀行附近である。建物は2階建てとなっており、当初8千冊、最終的には2万冊に及ぶ蔵書を備えた図書館であった。1階には雑誌閲覧室、新刊閲覧室、喫煙閲覧室などが、2階には男性用閲覧室、女性用閲覧室、目録棚などが設けられ現代の図書館と比べても遜色のない設備となっていた。中庭には相撲場と健康器具が設けられ住民に無料で開放されている。
石坂はまた、貧民窟とされる玉田街酋清宮の一室を借りて「玉田第一支館」を開き、台湾の3新聞に対岸の3新聞、雑誌や小説、歴史本など450冊程を置いた。この支館は無名庵と名付けられ、昼だけでなく夜も開放された。商店経営もしていた石坂は、基隆停車場前新店街にある石坂名産物陳列場の一角に「新店第二支館」を開設。ここでは台湾に関する書籍を200冊余り、内外の新聞雑誌など30種ほどを置いた。
石坂文庫の最大の特色は「巡回文庫」という蔵書の出張貸し出し制度にある。学校や公共機関が申請を行えば、送料を負担する条件でまとまった数の図書の貸し出しを行なっていた。貸与期間は一週間。当時の記録によれば台東、花蓮の台湾各地のみならず、中国の廈門や福州、沖縄県の八重山諸島にまで貸し出しを行なっていた。
石坂文庫は1932年に当時の基隆市政府に寄贈され基隆市立基隆図書館と改称された。現在は基隆市文化局図書館として運営されている。